# Ellen Ferslev
Ellen Carla Ferslev (født 7. oktober 1886 i København, død 25. oktober 1941[kilde mangler]) var en dansk skuespillerinde der medvirkede i et mindre antal stumfilm. Hun blev gift med Olaf Bigler og boede i 1918 bl.a på Bangsbo Hovedgård. De blev skilt d. 30. august 1941 efter en årelang strid med skilsmisse og hustrubidrag. 

## Filmografi
- 1913 – Det svage Punkt (instruktør Sofus Wolder)
- 1913 – Blodhævnen (som Pige hos Fritz Lorien; ukendt instruktør)
- 1914 – Detektivens Barnepige (instruktør Hjalmar Davidsen)
- 1914 – Tugthusfange No. 97 (instruktør August Blom)
- 1914 – Den mystiske Fremmede (instruktør Holger-Madsen)
- 1914 – Hægt mig i Ryggen (instruktør Sofus Wolder)
- 1914 – Stop Tyven (instruktør Sofus Wolder)
- 1914 – Ægteskab og Pigesjov (instruktør August Blom)
- 1915 – Ned med Vaabnene! (instruktør Holger-Madsen)
- 1915 – Godsforvalteren (instruktør Hjalmar Davidsen)
- 1916 – Flyttedags-Kvaler (instruktør Lau Lauritzen Sr.)
- 1917 – En ensom Kvinde (instruktør August Blom)
- 1917 – En tro og villig Pige (som frøken Nokkemann; instruktør Oscar Stribolt)